# Morton (Name)
Morton ist ein Familienname und ein männlicher Vorname, der vor allem im englischsprachigen Raum vorkommt.

## Namensträger

### Morton als Familienname

#### A
- A. L. Morton (1903–1987), britischer Historiker
- Aaron Morton (* 20. Jahrhundert), Kameramann und Fernsehregisseur
- Adam David Morton (* 1971), Politikwissenschaftler
- Agatha Morton (1872–1952), britische Tennisspielerin
- Alan Morton (Fußballspieler, 1893) (1893–1971), schottischer Fußballspieler
- Alan Morton (Rugbyspieler) (Alan Ridley Morton; * 1934), australischer Rugby-Union-Spieler
- Alan Morton (Fußballspieler, 1950) (* 1950), englischer Fußballspieler
- Alexander Morton (* 1945), schottischer Schauspieler
- Alexandra Morton (* 1957), kanadisch-US-amerikanische Meeresbiologin und Umweltschützerin
- Alicia Morton (* 1987), US-amerikanische Film- und Theaterschauspielerin, Sängerin und Tänzerin
- Amy Morton (* 1958), US-amerikanische Schauspielerin und Regisseurin
- Andrew Morton (Autor) (* 1953), britischer Hofberichterstatter und Buchautor
- Andrew Morton (Programmierer) (* 1959), australischer Informatiker
- Anna Morton (1846–1918), US-amerikanische Second Lady
- Anthony Morton (Admiral) (1923–2006), britischer Vizeadmiral
- Anthony Morton (Schauspieler) (1927–2001), britischer Schauspieler
- Avery Adrian Morton (1892–1987), US-amerikanischer Chemiker
- Azie Taylor Morton (1936–2003), US-amerikanische Regierungsbeamtin

#### B
- Benny Morton (1907–1985), US-amerikanischer Posaunist
- Bernice Morton (* 1969), Leichtathletin von St. Kitts und Nevis
- Bob Morton (Fußballspieler, 1906) (1906–1990), englischer Fußballspieler
- Bob Morton (Fußballspieler, 1927) (1927–2002), englischer Fußballspieler
- Brian Morton (* 1954), schottischer Jazzautor
- Brian Morton (Zoologe) (1942–2021), britischer Zoologe
- Brian Morton (Schriftsteller) (* 1955), US-amerikanischer Schriftsteller
- Brian Morton (Kanute) (* 1970), australischer Kanute
- Bruce Morton (1930–2014), US-amerikanischer Journalist

#### C
- Cameron Morton (* 1974), australischer Biathlet
- Cavendish Morton (1911/1912–2015), britischer Maler
- Charles Morton (Bibliothekar) (1716–1799), englischer Mediziner und Bibliothekar
- Charles Morton (Schauspieler) (1908–1966), US-amerikanischer Schauspieler
- Charles Morton (Radsportler) (1916–1996), US-amerikanischer Radrennfahrer
- Charles G. Morton (1861–1933), US-amerikanischer Generalmajor
- Chris Morton (* 1956), britischer Bahnsportler
- Colin Morton (* 1960), englischer Snookerspieler
- Conrad Vernon Morton (1905–1972), US-amerikanischer Botaniker
- Craig Morton (* 1943), US-amerikanischer American-Football-Spieler
- Cristian Morton (* 1989), nigerianischer Leichtathlet

#### D
- Damon Morton (* 1996), australischer Biathlet
- Darcie Morton (* 1999), australische Biathletin
- Desmond Morton (Staatsdiener) (1891–1971), britischer Offizier, Geheimdienstmitarbeiter und Staatsdiener
- Desmond Morton (Historiker) (1937–2019), kanadischer Historiker
- Donald Morton (1934–2014), US-amerikanischer Onkologe
- Dorothy Morton (1924–2008), kanadische Pianistin und Musikpädagogin
- Dudley Joy Morton (1884–1960), US-amerikanischer Mediziner
- Dudley Walker Morton (1907–1943), US-amerikanischer Marineoffizier
- Dwayne Morton (* 1971), US-amerikanischer Basketballspieler

#### E
- Elizabeth Morton (* 1961), britische Schauspielerin und Drehbuchautorin

#### F
- Fergus Morton, Baron Morton of Henryton (1887–1973), britischer Jurist
- Fiona Scott Morton (* 1967), amerikanische Wirtschaftswissenschaftlerin und Hochschullehrerin
- Frederic Morton (1924–2015), US-amerikanischer Schriftsteller österreichischer Herkunft
- Friedrich Morton (1890–1969), österreichischer Höhlenforscher und Reiseschriftsteller

#### G
- George Morton (1941–2013), US-amerikanischer Musikproduzent

#### H
- Henry Morton (Chemiker) (1836–1902), US-amerikanischer Chemiker
- Henry Thorne Morton (1888–1966), neuseeländischer Politiker
- Henry Vollam Morton (1892–1979), britischer Journalist und Reiseschriftsteller
- Hugh Morton, Baron Morton of Shuna (1930–1995), britischer Politiker

#### J
- J. B. Morton (Beachcomber; 1893–1979), britischer Humorist und Kolumnist
- Jackson Morton (1794–1874), US-amerikanischer Rechtsanwalt und Politiker (Florida)
- Jah’kyla Morton (* 2007), britische Leichtathletin der Britischen Jungferninseln
- James C. Morton (1884–1942), US-amerikanischer Schauspieler
- James Madison Morton Sr. (1837–1923), US-amerikanischer Richter
- James Madison Morton Jr. (1869–1940), US-amerikanischer Richter
- Jelly Roll Morton (zwischen 1884 und 1890–1941), US-amerikanischer Jazz-Pianist, Bandleader und Komponist
- Jennifer Morton, peruanisch-US-amerikanische Philosophin
- Jeremiah Morton (1799–1878), US-amerikanischer Rechtsanwalt und Politiker
- Joe Morton (* 1947), US-amerikanischer Schauspieler
- John Morton (Erzbischof) (1420–1500), englischer Geistlicher, Erzbischof von Canterbury.
- John Morton (Politiker) (1724–1777), finnisch-schwedisch-US-amerikanischer Politiker
- John Morton (Drehbuchautor), US-amerikanischer Drehbuchautor
- John Morton (Psychologe) (* 1933), britischer Psychologe
- John Morton (Rennfahrer) (* 1942), US-amerikanischer Automobilrennfahrer
- John Morton (Biathlet) (* 1946), US-amerikanischer Biathlet
- John Morton (Schauspieler) (* 1947), US-amerikanischer Schauspieler und Stuntman
- John Morton (Komponist) (* 1954), US-amerikanischer Komponist
- John Morton (Boxer) (* 1962), US-amerikanischer Boxer
- John Morton (Basketballspieler) (* 1967), US-amerikanischer Basketballspieler
- John Morton (Schriftsteller), britischer Schriftsteller und Regisseur
- Joseph Morton (Gouverneur) (vor 1680–1721), englischer Politiker, Gouverneur der Province of Carolina
- Joseph Morton (* 1947), US-amerikanischer Schauspieler, siehe Joe Morton
- Joseph Edward Morton (1907–1976), US-amerikanischer Wirtschaftsstatistiker
- Julia F. Morton (1912–1996), US-amerikanische Botanikerin
- Julius Sterling Morton (1832–1902), US-amerikanischer Politiker

#### K
- Kate Morton (* 1976), australische Schriftstellerin
- Keith William Morton (* 1930), britischer Mathematiker

#### L
- Levi P. Morton (1824–1920), US-amerikanischer Politiker
- Lucy Morton (1898–1980), britische Schwimmerin
- Lachlan Morton (* 1992), australischer Radrennfahrer

#### M
- Marcus Morton (1784–1864), US-amerikanischer Politiker
- Margaret Morton (* 1968), schottische Curlerin
- Margaret Morton (Fotografin) (1948–2020), US-amerikanische Fotografin, Autorin  und Hochschullehrerin
- Mark Morton (* 1972), US-amerikanischer Gitarrist
- Melroy Morton (* 1991), Fußballspieler von St. Kitts und Nevis

#### N
- Norman Morton (1925–1977), englischer Fußballspieler

#### O
- Oliver Hazard Perry Throck Morton (1823–1877), US-amerikanischer Politiker

#### P
- Paul Morton (1857–1911), US-amerikanischer Politiker
- PJ Morton (* 1981), US-amerikanischer Pop- und R&B-Musiker

#### R
- Richard Morton (* 1966), US-amerikanischer Basketballspieler
- Robert Morton (Komponist) (um 1440–nach 1478), englischer Komponist und Sänger
- Robert Morton (Biochemiker) (1920–1963), australischer Biochemiker
- Rogers Morton (1914–1979), US-amerikanischer Politiker
- Runako Morton (1978–2012), Cricketspieler aus St. Kitts und Nevis

#### S
- Samantha Morton (* 1977), britische Schauspielerin
- Samuel Morton (1799–1851), US-amerikanischer Anthropologe und Rassentheoretiker
- Sarah Morton (* 1998), neuseeländische Fußballspielerin
- Sarah Wentworth Apthorp Morton (1759–1846), amerikanische Dichterin
- Stephanie Morton (* 1990), australische Bahnradsportlerin
- Susan Morton Blaustein (* 1953), US-amerikanische Komponistin und Musikpädagogin
- Sussanne Morton (* 1963), australische Künstlerin

#### T
- Tex Morton (Sänger) (eigentlich Robert William Lane; 1916–1983), neuseeländisch-australischer Country-Musiker
- Tex Morton (Gitarrist) (eigentlich Peter Hajunga; * 1961), deutscher Musiker
- Theodora Morton (1872–1949), englisch-britische Sozialarbeiterin
- Thruston Ballard Morton (1907–1982), US-amerikanischer Politiker
- Thomas Morton (1580/1595–1646/1647), englischer Abenteurer
- Thomas Corsan Morton (1859–1928), schottischer Maler
- Thomas George Morton (1835–1903), US-amerikanischer Arzt
- Timothy Morton (* 1968), US-amerikanischer Publizist, Philosoph und Hochschullehrer
- Tyler Morton (* 2002), englischer Fußballspieler

#### W
- Wendy Morton (* 1967), britische Politikerin
- William Morton (Politiker) (1605–1672), englischer Richter und Politiker
- William Morton (Radsportler) (1880–1952), kanadischer Radsportler
- William Morton (Boxer), US-amerikanischer Boxer
- William Thomas Green Morton (1819–1868), US-amerikanischer Zahnmediziner und Anästhesist

### Morton als Vorname
- Morton DaCosta (1914–1989), US-amerikanischer Dramaturg, Filmregisseur, Filmproduzent und Schauspieler
- Morton Gould (1913–1996), US-amerikanischer Komponist, Dirigent und Pianist
- Morton Harvey (1886–1961), US-amerikanischer Vaudeville-Künstler und Sänger
- Morton Horwitz (* 1938), US-amerikanischer Jurist, Rechtshistoriker und Professor an der Harvard Law School
- Morton C. Hunter (1825–1896), US-amerikanischer Offizier und Politiker
- Morton Kaer (1902–1992), US-amerikanischer Fünfkämpfer und Footballspieler
- Mort Sahl (1927–2021), kanadisch-US-amerikanischer Stand-up-Comedian und politischer Satiriker
- Morton Sobell (1917–2018), US-amerikanischer Ingenieur und sowjetischer Agent
- Morton Subotnick (* 1933), US-amerikanischer Avantgarde-Musiker, Komponist und Musikpädagoge